# Jan Gajewski
Jan Gajewski z Błociszewa herbu Ostoja (zm. 1595) – dziedzic Gaju oraz części Błociszewa i Grabianowa, właściciel Grodźca, Nietrzanowa, Gorzyczek i innych, marszałek sejmu koronacyjnego (1588), poseł na sejm, pisarz grodzki kaliski (1566–1578), podstarości i surogator grodzki poznański (1578–1582), sędzia ziemski poznański (1582–1595).

## Życiorys
Jan Gajewski z Błociszewa pochodził z Gaju w Wielkopolsce. Dziedziczył także części w Grabianowie i Błociszewie. Jego ojcem był Wincenty Gajewski a matką Zofia, córka Jana Sepińskiego herbu Nowina. Miał liczne rodzeństwo – Katarzynę Koszutską, Annę Cielecką, Łucję Maniecką, Magdalenę Brodzką, Zofię Piotrkowską, Erazma i Gabriela. Jego małżonką była Barbara, córka Piotra Czackiego, której zapisał (w roku 1570) 4300 zł na połowie swych części we wsiach – Gaj, Błociszewo i Grabianowo. Z tego związku miał syna Wojciecha, starostę ujsko-pilskiego.
Studiował we Frankfurcie nad Odrą w 1553 roku. Był bratem czeskim.
Jan Gajewski w roku 1581 dokonał podziału dóbr dziedzicznych wraz z bratem Erazmem. Zatrzymał dla siebie części Błociszewa i Grabionowa a bratu oddał Gaj. Posiadał dom Kościeleckich pod zamkiem w Poznaniu. W roku 1584 kupił od Andrzeja Brodowskiego wsie Grodziec i Nietrzanowo. Tego roku przejął od Stanisława Robaczyńskiego część Czacza w zamian za części Błociszewa i Grabianowa. W latach 1584–1585 kupił kolejne części we wsi Czacz od Kacpra i Jana Czackich za łączną kwotę 1040 zł. Gajewski był także właścicielem wsi Przysieka Polska, którą nabył w 1590 roku od Stanisława Ossowskiego za 3400 zł. W latach 1593–1594 wszedł w posiadanie dóbr: Witkówki i Słonino (które kupił za 8000 zł) oraz Gorzyczki Małe i Wielkie (które nabył za 5600 zł).
Poseł na sejm 1582 roku z województwa poznańskiego.
Jan Gajewski z Błociszewa pełnił liczne funkcje i piastował ważne urzędy. Był w latach 1566–1578 pisarzem grodzkim kaliskim, następnie w latach 1578–1582 podstarościm i surogatorem grodzkim poznańskim oraz sędzią ziemskim poznańskim od roku 1582, który to urząd pełnił do śmierci w 1595 roku. Poseł na sejm koronacyjny 1587/1588 roku z województw kaliskiego i poznańskiego. Od 10 grudnia 1587 roku do 30 stycznia 1588 roku był marszałkiem sejmu koronacyjnego Zygmunta III Wazy. Okoliczności towarzyszące obradom sejmu były nadzwyczajne. Wpływ na nie miał wcześniejszy wybór na króla Maksymiliana Habsburga popieranego przez Zborowskich. W konsekwencji podwójnej elekcji doszło do wojny oraz obcej interwencji zbrojnej w Rzeczypospolitej. Poseł na sejm pacyfikacyjny 1589 roku z województwa poznańskiego, podpisał traktat bytomsko-będziński.
Jan Gajewski z Błociszewa w 1595 roku dopuścił do herbu Ostoja Wojciecha Chudzińskiego. Albert Chudziński został dodany do herbu Ostoi 12 października 1592 roku na sejmie Wraszawy. Król Zygmunt III przywłaszczył sobie herb Ostoi, który nadał Jan Gajewski – sędzia powiatu poznańskiego i przywódca szlachty. Sankt Petersburg Rosyjskie Państwowe Archiwum Historyczne fundusz 1343 inwentarz 31 teczka 3257 „Wydział Heraldyki Senatu. Sprawa szlachty. Chudziński. O obwód podolski 1846 roku.”https://fgurgia.ru/object/2376752389 W aktach znajduje się rosyjskie tłumaczenie z łaciny statutu szlacheckiego Chudzińskiego z 1592 r. Wskazuje się, że tłumaczenie zostało dokonane na podstawie oryginału statutu, który Chudzińscy przekazali sejmowi szlacheckiemu Podolsk. Nesecki i Boniecki prawidłowo podają datę lokacji z 1592 r. Ale jednocześnie Boniecki nazywa Alberta Chudzińskiego Wojciechem.